# L'uomo che visse due volte (film 1956)
L'uomo che visse due volte è un film del 1956, diretto dal regista Richard Bartlett.